# U.S. Steel
United States Steel Corporation (U.S. Steel) – amerykańska spółka publiczna specjalizująca się w produkcji stali. Akcje przedsiębiorstwa notowane są na giełdzie New York Stock Exchange (NYSE). Siedziba przedsiębiorstwa mieści się w Pittsburghu (Pensylwania), w wieżowcu U.S. Steel Tower.
Przedsiębiorstwo jest pionowo zintegrowane; jego działalność obejmuje produkcję i sprzedaż wyrobów stalowych, m.in. blach i rur, a także wydobycie rud żelaza i produkcję koksu. Działalność spółki skoncentrowana jest na terenie Ameryki Północnej i Europy. Należy do niego słowacka huta stali U. S. Steel Košice.
W 2023 roku przedsiębiorstwo zatrudniało 22 740 pracowników, uzyskało przychód na poziomie 19 mld USD, a zysk netto – 1,3 mld USD.

## Historia
Przedsiębiorstwo powstało w 1901 roku w wyniku połączenia Carnegie Steel Company, Federal Steel Company oraz kilku innych spółek hutniczych. W jego powstanie zaangażowani byli Andrew Carnegie, Elbert H. Gary, Charles M. Schwab oraz J.P. Morgan. Od początku istnienia było spółką giełdową. W 1916 roku U.S. Steel jako pierwsza spółka w historii osiągnęła kapitalizację giełdową przekraczającą 1 mld dolarów. Przez większość XX wieku korporacja była największym producentem stali w Stanach Zjednoczonych.
W drugiej połowie XX wieku działalność przedsiębiorstwa uległa daleko idącej dywersyfikacji; rozszerzona została o przemysł petrochemiczny (m.in. przejęcie Marathon Oil Company w 1982 roku i Texas Oil & Gas Corporation w 1986 roku), chemiczny i stoczniowy, budownictwo, transport i nieruchomości. Przedsiębiorstwo poddano reorganizacji w holding w 1986 roku, którego nazwę zmieniono na USX Corporation. W 2001 roku dział produkcji stali został wydzielony jako osobne przedsiębiorstwo (obecna spółka United States Steel Corporation); dawne USX Corporation kontynuuje działalność pod nazwą Marathon Oil Corporation.